# Inundaciones en Río Grande del Sur en 2023
En septiembre de 2023, fuertes lluvias y fuertes vientos de un ciclón extratropical provocaron la muerte de al menos 47 personas en el estado brasileño de Río Grande del Sur, 940 heridos y daños por valor de 1.300 millones de reales.  Las inundaciones también afectaron a varios municipios de Río Grande del Sur, incluidos Bento Gonçalves, Caxias do Sul, Ibiraiaras, Lajeado do Bugre, Nova Bassano, Santo Expedito do Sul y São Jorge. Las inundaciones también provocaron que el gobernador Eduardo Leite declarara el estado de emergencia en el estado.

## Trasfondo
Las inundaciones fueron causadas por el calentamiento de la atmósfera resultante del cambio climático, que aumenta la probabilidad de lluvias extremas. Las temperaturas globales han aumentado aproximadamente 1,2 grados Celsius desde el inicio de la era industrial.
En 2022, lluvias torrenciales provocaron deslizamientos de tierra y corrientes de lodo cerca de la ciudad de Recife, en el noreste del país, y provocaron la muerte de al menos 100 personas. Ese mismo año, las inundaciones en Petrópolis, Río de Janeiro, mataron a 231 personas y causaron daños por valor de mil millones de reales. En febrero de 2023, inundaciones y deslizamientos de tierra en el estado brasileño de São Paulo mataron a 65 personas mientras caían 627 milímetros (24,7 pulgadas) de lluvia en São Sebastião.

## Impacto
En un lapso de 72 horas, más de 200 milímetros (7,9 pulgadas) de lluvia inundaron el estado debido a un ciclón extratropical, lo que provocó inundaciones. La lluvia más intensa en el período de 72 horas se produjo en Passo Fundo, recibiendo 291 milímetros (11,5 pulgadas). Las autoridades informaron que miles de personas se vieron obligadas a evacuar sus residencias. En Muçum, fuentes de los medios locales indicaron que cientos fueron rescatados de sus tejados cuando el 85% de la ciudad quedó inundada y se produjeron 16 muertes. Las inundaciones afectaron a más de 354.711 personas, con 940 heridos, 46 desaparecidos, 25.855 de ellos desplazados y 3.800 más sin hogar.

## Respuesta
Los equipos de rescate emplearon helicópteros para acceder a las regiones aisladas por las inundaciones. El gobernador de Río Grande del Sur, Eduardo Leite, declaró el estado de emergencia mientras evaluaba los daños en todo el estado.